# Красково
Краско́во (на руски: Красково) е селище от градски тип в Люберецки район, Московска област, Русия. Населението му през 2017 година е 24 068 души.

## География

### Разположение
Красково е разположено в централната част на Европейска Русия, на брега на река Пехорка.

### Климат
Климатът на Красково е умереноконтинентален (Dfb по Кьопен) с горещо и сравнително влажно лято и дълга студена зима.